# Héctor Perurena
Héctor Perurena (San Nicolás de los Arroyos, 17 de octubre de 1914-1995) fue un político argentino del Partido Peronista que se desempeñó como gobernador del Territorio Nacional del Chubut entre 1952 y 1955.

## Biografía
Nació en San Nicolás de los Arroyos (provincia de Buenos Aires) en 1914 en 1920 su familia se mudo a Choel Choel dónde se dedicó a la cria de ganado ovino. Adhirió al peronismo y en 1946 fue elegido intendente del partido de San Nicolás.
En 1952, fue designado gobernador del Territorio Nacional del Chubut por el presidente Juan Domingo Perón. Ocupó el cargo hasta 1955, siendo unos meses antes designado comisionado nacional del territorio. se desempeñó como interventor federal del Territorio Nacional del Chubut. Durante su gestión, se inició con el proceso de provincialización del territorio, inaugurando la convención constituyente que redacto la carta magna provincial que sería anulada tras el golpe de estado de 1955. Durante su gestión organizó el sistema judicial para la futura provincia y la dirección provincial de tránsito y de salud.
El 15 de junio de 1955 el Congreso Nacional sancionó la ley n.º 14408 promulgada por el Poder Ejecutivo Nacional el día 28 por la cual se creó la Provincia del Chubut y otras 4 más, convocando al pueblo de las nuevas provincias para que elijan los convencionales que procederían a dictar sus constituciones.
artículo 1º: Decláranse provincias, de acuerdo con lo establecido en los artículos 13 y 68, inciso 14), de la Constitución nacional a todos los territorios nacionales con los límites que a continuación se expresan:
b) se constituirá otra provincia, limitada al Norte por el Paralelo 42 Sur; al Este por el Océano Atlántico; al Oeste, con la línea divisoria con la República de Chile y al Sur, con el paralelo 46°.
El 1 de mayo de 1958 asumió el primer gobernador de la provincia del Chubut y sesionó por primera vez la Legislatura provincial, poniendo fin al territorio nacional del Chubut.
Luego del golpe de Estado de septiembre de 1955, fue arrestado junto al resto de las autoridades constitucionales de la provincia por la dictadura autodenominada Revolución Libertadora.
También fue vicepresidente del Instituto Nacional Sanmartiniano.